# エドワード・バーンズ
エドワード・バーンズ（Edward Burns, 1968年1月29日 - ）は、アメリカ合衆国の俳優・映画監督・脚本家。

## 来歴
ニューヨーク市クイーンズ区ウッドサイドに生まれ、ロングアイランドに育つ。アイルランド系。父親は警察官だった。実の兄弟ブライアンと共に、製作会社「Irish Twins」を設立している。
ニューヨークのハンターカレッジで映画制作を学び、卒業後にテレビ番組のスタッフとして働く。働きながら短編映画を何本か製作した。1995年、自分で監督・脚本・主演をこなし、多くの友人や親戚が出演し、自宅で撮影した『マクマレン兄弟』でサンダンス映画祭審査員大賞を受賞。この資金のために、彼の父親は退職金を提供したという。以後ニューヨークを舞台にコンスタントに作品を発表している。

### プライベート
ヘザー・グラハム、ローレン・ホリーなどとの交際を経て2003年にモデルのクリスティー・ターリントンと結婚し2003年に一女、2006年に一男を得た。

## 主な作品

### 映画
| 公開年 | 邦題 原題                                                | 役名                            | 備考                                                               |
| ------ | -------------------------------------------------------- | ------------------------------- | ------------------------------------------------------------------ |
| 1995   | マクマレン兄弟 The Brothers McMullen                     | バリー / フィンバー・マクマレン | 監督・脚本・製作・出演 インディペンデント・スピリット賞新人賞 受賞 |
| 1996   | 彼女は最高 She's the One                                 | ミッキー・フィッツパトリック    | 監督・脚本・製作・出演                                             |
| 1998   | ノー・ルッキング・バック No Looking Back                 | チャーリー                      | 監督・脚本・製作・出演                                             |
| 1998   | プライベート・ライアン Saving Private Ryan               | リチャード・ライベン一等兵      |                                                                    |
| 2001   | 15ミニッツ 15 Minutes                                    | ジョーディ                      |                                                                    |
| 2001   | サイドウォーク・オブ・ニューヨーク Sidewalks of New York | トミー                          | 監督・脚本・製作・出演                                             |
| 2002   | ブロンド・ライフ Life or Something Like it               | ピート                          |                                                                    |
| 2002   | ロード・トゥ・ヘル Ash Wednesday                         | フランシス・サリヴァン          | 監督・脚本・製作・出演                                             |
| 2003   | コンフィデンス Confidence                                | ジェイク                        |                                                                    |
| 2005   | サウンド・オブ・サンダー A Sound of Thunder              | トラヴィス・ライヤー博士        |                                                                    |
| 2006   | ブリタニー・マーフィ in 結婚前にすべきコト The Groomsmen | ポーリー                        | 監督・脚本・製作・出演                                             |
| 2006   | ホリデイ The Holiday                                     | イーサン                        |                                                                    |
| 2008   | ワン・ミス・コール One Missed Call                       | ジャック・アンドリュース刑事    |                                                                    |
| 2008   | 幸せになるための27のドレス 27 Dresses                    | ジョージ                        |                                                                    |
| 2009   | エネミーオブUSA Echelon Conspiracy                       | ジョン・リード                  |                                                                    |
| 2012   | 崖っぷちの男 Man on a Ledge                              | ジャック・ドハーティ            |                                                                    |
| 2012   | バーニング・クロス Alex Cross                            | トーマス・ケイン                |                                                                    |

### テレビシリーズ
| 放映年    | 邦題 原題                                     | 役名   | 備考            |
| --------- | --------------------------------------------- | ------ | --------------- |
| 2005      | ウィル&グレイス Will & Grace                  | ニック | 計3話出演       |
| 2006-2009 | アントラージュ★オレたちのハリウッド Entourage | 本人役 | 計4話出演       |
| 2020      | アメージング・ストーリー Amazing Stories      |        | 第5話「リフト」 |

## 参照
1. ↑  “Edward Burns Biography (1968-)”.   Filmreference.com. 2012年10月22日閲覧。
2. ↑  “Ｅ・バーンズ、スーパーモデルと結婚”. シネマトゥデイ. (2003年6月10日) 2013年8月16日閲覧。